# Dinotopia: First Flight
Dinotopia: First Flight is een fantasyboek van de Amerikaanse auteur James Gurney. Het boek is het derde deel uit een reeks boeken over het fictieve eiland Dinotopia.
Dinotopia: First Flight is geen vervolg, maar een prequel op de vorige boeken. Bij het boek werd ook een bordspel geleverd.

## Inhoud
Het boek speelt zich vele eeuwen voor de vorige twee boeken af. De hoofdpersoon in het boek is Gideon Altaire, een student in de stad Poseidos. In deze stad net voor de kust van Dinotopia is al het organische leven (behalve de mensen) vervangen door machines. 
Nadat hij een gewonde Scaphognathus genaamd Razzamult vindt, ontdekt Gideon dat de regering van Poseidos een aanval op Dinotopia plant. Tevens hebben ze de robijnen zonnesteen gestolen uit Dinotopia. 
Gideon dringt een fabriek binnen alwaar hij een grote mechanische luchtschorpioen ontdekt, die nog in aanbouw is. Gideon steelt de robijnen zonnesteen, en bevrijdt tevens een groep gevangen pterosaurs. Daarna vlucht hij weg naar Dinotopia, enkel om te ontdekken dat de aanval al is begonnen. Gideon roept de hulp in van Binny, een Necrolemur, Bandy, een Plesictis, Bongo, een Plesiadapis, en Budge, een Estemmenosuchus, om de legers van Poseidos tegen te houden. Samen proberen ze de zonnesteen terug te brengen naar de plaats waar hij thuishoort: highnest. Eenmaal daar weet Gideon een Quetzalcoatlus northropi zover te krijgen dat hij op zijn rug mag rijden. Samen confronteren ze de luchtschorpioen, en schakelen hem uit door de zonnesteen die als krachtbron dient te verwijderen. Nu hun sterkste wapen is uitgeschakeld, trekt het leger van Poseidos zich terug. De stad wordt niet veel later geheel verzwolgen door de zee.

## Achtergrond
De titel slaat op het feit dat Gideon in feite de eerste Skybax Rider is. 